# Сыма Лунь
Сыма́ Лунь (кит. трад. 司馬倫, упр. 司马伦, пиньинь Sīmǎ Lún, до 249 — 5 июня 301), взрослое имя Цзыи́ (кит. трад. 子彛) — цзиньский полководец, узурпатор трона империи Цзинь. В связи с кратковременностью правления в традиционный список императоров Цзинь не включается.

## Биография
Был самым младшим из сыновей Сыма И, когда регентами царства Вэй были его братья Сыма Ши и Сыма Чжао — получил ряд титулов низкого ранга. После того, как в 265 году его племянник Сыма Янь основал империю Цзинь, получил титул Ланъе-цзюньвана (琅邪郡王). Занимал ряд гражданских и военных постов, но ничем особенным себя не зарекомендовал; несколько раз был обвинён в преступлениях, но каждый раз император его прощал. В 277 году получил титул Чжао-вана (赵王).
При императоре Хуэй-ди был поставлен во главе войск в провинциях Циньчжоу (восток современной Ганьсу) и Юнчжоу (центр и север современной Шэньси), однако его плохое управление привело к восстанию ди и цянов. Сыма Лунь и его главный военный советник Сунь Сю были отозваны в Лоян, где Сыма Лунь стал доверенным лицом императрицы Цзя Наньфэн.
В 299 году императрица Цзя смогла организовать лишение Сыма Юя титула наследника престола. В 300 году по наущению Сыма Луня императрица Цзя организовала убийство Сыма Юя, но Сыма Лунь воспользовался этим для организации дворцового переворота: он арестовал её, вырезал её родственников и приближённых, а её саму вынудил совершить самоубийство.
Сыма Лунь стал регентом при умственно неполноценном императоре Хуэй-ди, однако ему пришлось разделить власть с Сунь Сю; так как сам Сыма Лунь был глуп и невежественен, то Сунь Сю стал фактическим правителем государства. Весной 301 года Сыма Лунь по наущению Сунь Сю заставил Хуэй-ди передать трон себе и дал Хуэй-ди почетный титул удалившегося от дел императора (太上皇); при этом Хуэй-ди был помещён под домашний арест, а его наследник Сыма Цзан — казнён.
Опасаясь трёх князей — Ци-вана Сыма Цзюна, Чэнду-вана Сыма Ина и Хэцзянь-вана Сыма Юна — Сунь Сю послал к ним в помощники своих доверенных лиц. Сыма Цзюн отказался выполнять требования посланника Сунь Сю и поднял восстание с целью восстановления на троне Хуэй-ди. Сыма Ин, Чаншаский Ли-ван Сыма Ай и Синье-гун Сыма Синь поддержали восстание. Сыма Юн поначалу послал генерала Чжан Фана на помощь Сыма Луню, но затем перешёл на сторону восставших. Чиновники в Лояне также восстали, захватили Сыма Луня и вынудили его издать эдикт о возвращении трона Хуэй-ди. После этого Сыма Лунь был принуждён к самоубийству, а дети Сыма Луня, а также Сунь Сю и другие его приближённые — казнены.